# Mezőpagocsa község
Mezőpagocsa község (románul: Comuna Pogăceaua) község Maros megyében, Romániában. Központja Mezőpagocsa, beosztott falvai Balogéja, Csulja, Fântâna Babii, Pârâu Crucii, Scurta, Sicele, Valea Sânpetrului, Văleni, Ökröstó.

## Népessége
A 2011-es népszámlálás adatai alapján a község népessége 2117 fő volt.